# Tchouvane
Cet article concerne la langue tchouvane. Pour le peuple tchouvane, voir Tchouvanes.
Le tchouvane est une langue youkaguir de Sibérie faisant partie d'un continuum linguistique avec les deux dialectes encore vivants le youkaguir de la toundra et le youkaguir de Kolyma. Ses derniers locuteurs natifs seraient morts au XVIIIe siècle.
Il ne reste de cette langue que 22 phrases écrites en 1791 par I. Bentsig et 210 mots recueillis par Fiodor Matiouchkine.